# Vlasta Depetrisová
Vlasta Depetrisová (Pilsen, 20 december 1920 - aldaar, 23 oktober 2003) was een Tsjecho-Slowaaks/Tsjechisch tafeltennisspeelster. Zij werd samen met Vera Votrubcová in zowel Baden 1937 als Wembley 1938 wereldkampioen dubbelspel en won in Caïro 1939 de wereldtitel in het enkelspel.
Depetrisová trouwde in 1948 voor de eerste keer en nam daarop een tijd de dubbele achternaam Pokorná-Depetrisová aan. Het huwelijk hield geen stand. Na haar hertrouwen met Rudolf Vlk voerde de Tsjecho-Slowaakse de achternaam Vlková-Depetrisová. Haar tweede echtgenoot overleed in 1989.

## Sportieve loopbaan
Depetrisová nam tussen 1936 en 1948 deel aan zes wereldkampioenschappen en won daarop in totaal vier gouden medailles. Behalve de eerdergenoemde drie in individuele disciplines, behaalde ze er met het Tsjecho-Slowaakse team nog een door het toernooi voor landenploegen te winnen in 1938.

De enige discipline waarin Depetrisová nooit wereldkampioen werd, was die van het gemengd dubbelspel. Ze haalde in Parijs 1947 en Wembley 1948 wel twee keer de eindstrijd daarin. De eerste keer verloor ze samen met Adolf Šlár van Ferenc Soos en Gizella Farkas uit Hongarije. De tweede keer was het Amerikaanse duo Richard Miles/Thelma Thall haar en Bohumil Váňa de baas.
In zowel het enkel-, dubbel- als gemengd dubbelspel speelde Depetrisová zowel WK-finales die ze won, als die ze verloor. Zo stond ze in de eindstrijd in het enkelspel zowel in 1938 als 1939 in de eindstrijd tegenover de Oostenrijkse Gertrude Pritzi. De eerste ontmoeting verloor de Tsjecho-Slowaakse, het jaar erop won ze goud. Voorafgaand aan haar twee dubbelspeltitels speelde Depetrisová (eveneens met Votrubcová) in Praag 1936 ook al een dubbelfinale, die ze verloor van haar landgenotes Marie Kettnerová en Marie Smidová. Op hen kreeg ze geen kans op revanche in een eindstrijd op het WK. Depetrisová's vijfde verloren finale op de wereldkampioenschappen was er een met de nationale ploeg in 1939. Samen met Votrubcová en Marie Kettnerová kon ze tegen Duitsland niet de titel prolongeren die ze een jaar eerder samen met hen won in een finale tegen Engeland.